# عطية حمودة
عطية محمد حمودة (30 نوفمبر 1913 ـ 1992) هو ربّاع مصري من وزن الخفيف (60 ـ 67.5 كجم)، شارك في دورة الألعاب الأولمبية الصيفية 1948 بلندن، وفيها حصل على الميدالية الفضية بعد أن حقق رقمًا قياسيًا هو 360 كجم، وهو نفس الوزن الذي رفعه مواطنه إبراهيم شمس، غير أن شمس نال الذهبية لأن وزنه كان أقل.
حصل عطية حمودة أيضًا على الميدالية الفضية في بطولة العالم لرفع الأثقال في وزن الخفيف (342.5 كجم)، والميدالية الفضية في البطولة ذاتها والوزن ذاته سنة 1950 (350 كجم).

## روابط خارجية
- عطية حمودة على موقع مشروع نتائج رفع الأثقال الدولية (الإنجليزية)
- عطية حمودة على موقع اللجنة الأولمبية الدولية (الإنجليزية)
- عطية حمودة على موقع أوليمبيديا (الإنجليزية)